# Truppenausweis
Der Truppenausweis ist ein Dokument, das den Soldaten und Zivilangestellten der Bundeswehr als Dienstausweis und Legitimationsmerkmal dient. Er wird durch die personalbearbeitende Dienststelle an den Soldaten und des Zivilangestellten ausgegeben, geführt und ggf. geändert. Ebenso erhalten beide eine Personenkennziffer.

## Bedeutung
Im Dienst oder beim Tragen der Uniform hat der Soldat den Truppenausweis immer bei sich zu tragen. Der Ausweis legitimiert den Zutritt zu Liegenschaften der Bundeswehr, zur Benutzung von Waffen in seiner Dienstzeit und berechtigt ihn zum Tragen der Uniform sowie der Hoheits- und Rangabzeichen. Die meisten militärischen Zusatzdokumente wie Führerscheine, Sanitätshelferausweise oder auch Bahnfahrkarten für Wehrdienstleistende sind nur in Verbindung mit ihm gültig. Bei Grundwehrdienstleistenden befand sich auf der Rückseite ein Stempel „Grundwehrdienstleistender“, dieser berechtigte dann gegebenenfalls zu Vergünstigungen wie Schüler/Studenten und Zivildienstleistende sie bekommen. Änderungen jeglicher Art in diesem Dokument müssen mit einem Dienstsiegel bestätigt werden.

## Elektronischer Dienst- und Truppenausweis
Ab dem Jahr 2008 wurde ein Elektronischer Dienst- und Truppenausweis (eDTA) erprobt. Seit 2013 wird der elektronische Dienst- und Truppenausweis bundeswehrweit ausgegeben. Er vereint den bisherigen Truppenausweis in Papierform und die PKI-Karte der Bundeswehr in einer Karte. Seit dem 1. Januar 2017 ist für alle Zivilbediensteten und Soldaten nur noch der eDTA gültig.

### Maße und Beschaffenheit
Der elektronische Dienst- und Truppenausweis ist eine Karte aus Polycarbonat im Format ID-1 nach ISO/IEC 7810 (Abmessungen: 85,60 × 53,98 mm; auch verwendet beim elektronischen Personalausweis sowie bei Führerscheinen und Bankkarten). Mit der Verwendung eines biometrischen Passbilds erfüllt er die neuesten Sicherheitsstandards. Merkmale zur Fälschungssicherheit des Ausweises sind unter anderem ein Hologramm, Iris-Farbverläufe, Mikroschriften und kopierresistente Druckfarben. Der neue Ausweis ist ab Beginn der Antragstellung für fünf Jahre gültig.
Auf der Rückseite des Ausweises befindet sich ein kontaktbehafteter Chip, auf dem alle sichtbaren Daten wie Name, Vorname sowie die Dienststellenzugehörigkeit gespeichert sind. Er ermöglicht gleichzeitig die Anmeldung am PC-Arbeitsplatz, wobei die Karte über einen Slot an der Tastatur eingelesen wird und der Besitzer sich mit seinem dazugehörigen Passwort identifiziert (Smartcard Logon). Zudem ermöglicht dieser Chip die Ver- und Entschlüsselung sowie elektronische Signierung von E-Mails und Dateien. Er ist Teil des PKI-Systems der Bundeswehr.

## Truppenausweis in Papierform

### Maße und Beschaffenheit
Der Truppenausweis in Papierform wurde aus dokumentenechtem Papier der Stärke 120 g/m² gefertigt und hatte eine gelbliche Grundfarbe. Aus Gründen der Fälschungssicherheit war ein hellblaues Raster darüber aufgebracht. Er war 14,5 cm lang und 10,5 cm breit. Das beidseitig bedruckte Schriftstück wurde für gewöhnlich in der Mitte gefaltet und hatte dann ungefähr die Maße eines alten bundesdeutschen Personalausweises. 
Bei Bedarf erhielten Soldaten und Zivilbeschäftigte zusätzlich die PKI-Karte der Bundeswehr zur Nutzung von EDV-Systemen.
Der Truppenausweis in Papierform wird seit dem 1. Januar 2017 nicht mehr ausgegeben.

### Inhalt
Neben der Überschrift „Bundesrepublik Deutschland“, dem Bundesadler und einem Passbild, beinhaltet das Dokument folgende Angaben zur Person:
- Name
- Vorname
- Dienstgrad
- Personenkennziffer
- Körpergröße
- Augenfarbe
- Ausstellungstruppenteil
- Unterschrift Ausweisinhaber
- Unterschrift Aussteller
- Truppenzugehörigkeit (Dienststelle)
- ggf. Beförderungen
- ggf. Orden und Ehrenzeichen
- Raum für weitere Eintragungen

### Kritik
Oftmals wurde die mangelnde Fälschungssicherheit des Truppenausweises in Papierform kritisiert. Während bereits der Personalausweis mit biometrischen Merkmalen versehen und maschinenlesbar ist, arbeitete die Bundeswehr noch mit Klebefotos und Dienstsiegeln. Vorhaben, den klassischen Truppenausweis durch eine Chipkarte zu ersetzen, scheiterten zunächst an den enormen Kosten eines solchen Systems. Auch ist das Dokument, mit dem sich Soldaten legitimieren sollen, in der Zivilbevölkerung kaum bekannt.

## Ausweis für Reservistinnen und Reservisten
Der Ausweis für Reservistinnen und Reservisten (Ausweis Res) wird für ehemalige Soldaten ausgestellt, die weiterhin eine enge Verbindung zu ihren ehemaligen oder beorderten Truppenteilen halten. Er ist nur in Verbindung mit dem Personalausweis oder Reisepass gültig. Er gewährt Zugang zu militärischen Bereichen außer der Zugang unterliegt einer Sonderregelung z. B. Sperrzonen. Den Ausweis können auf Antrag erhalten:
- Ehemalige Berufssoldaten
- Reservisten, die außerhalb des Reservistendienst Kontakt mit ihrer Beorderungseinheit halten wollen
- Mandatsträger des Verband der Reservisten der Deutschen Bundeswehr.
- Personen, die Aufgaben im Interesse der Bundeswehr wahrnehmen, z. B. Reservistenarbeit.

Der Ausweis enthält folgende Angaben:
- Dienstgrad
- Name
- Personenkennziffer
- Ausweis-Nr.
- Gültigkeitsdauer
- Ausstellende Dienststelle
- Unterschrift der Ausweisinhaberin oder -inhabers

Auf der Rückseite ist die Uniformtrageerlaubnis eingetragen, wenn diese beantragt wurde.

## Weblink
- Marcus Lieberum: Sicherer Meilenstein. In: Y – Das Magazin der Bundeswehr (Stand: 7. August 2012)